# Van Gogh In Love
 (avril 2022).
Si vous disposez d'ouvrages ou d'articles de référence ou si vous connaissez des sites web de qualité traitant du thème abordé ici, merci de compléter l'article en donnant les références utiles à sa vérifiabilité et en les liant à la section « Notes et références ».
Pour plus de détails, voir Fiche technique et Distribution.
Van Gogh In Love est un film franco-belge réalisé et scénarisé par Jean-Luc Ayach, sorti en 2022.

## Synopsis
Vincent van Gogh sort de son tableau, Autoportrait de l'artiste, et se retrouve plonger à notre époque contemporaine. Il y croise Elise et s'éprend d'elle. Mais Elise est mariée à Léo, artiste contemporain désenchanté.
Alors que les visions artistiques et les émois sentimentaux s'entrechoquent, Vincent et Léo finissent par sympathiser.

## Fiche technique
- Réalisation  et scénario : Jean-Luc Ayach
- Photographie : Michel Lorenzi
- Montage : Elliot Benacin
- Décors : Jean-Luc Gilles
- Costumes : Tess Hammami
- Directeur artistique : Bruno Desraisses
- Musique : ?
- Production : 
  - Producteur : Jean-Luc Ayach
  - Producteur exécutif : Olivier Cagniart, Eric Porcher, Jérôme Vallet
- Société de production : Mica Films
- Société de distribution : Mica Films (France) ; Artédis (international)
- Pays : France,
- Genre : romance, fantastique
- Durée : 94 minutes
- Date de sortie :	
  -  France : 18 mai 2022

## Distribution
Sauf indication contraire, les informations mentionnées dans cette section peuvent être confirmées par la base de données cinématographiques IMDb,  présente dans la section « Liens externes ».
- Frédéric Diefenthal : Léo
- Hande Kodja : Elise
- Steve Driesen : Van Gogh
- Marie Borg : Béatrice
- Ginnie Watson : Maureen
- Arsène Jiroyan: Yann
- Claude Barreau : Jérôme
- Edwin Krüger : Bob
- Angie Jacquot : Léa
- Lucy Ayach : Manola
- Laurence Grout : la journaliste
- Marie Matin : la commissaire exposition
- Diana Rudychenko : Larissa
- Eugene Izraylit : Vladimir
- Mohamed Zemaïch : Hamid
- Jean-Pierre Delgado : le guide touristique
- Benjamin Zeitoun : l'agent immobilier
- Valeria Dafarra : la serveuse